# Doryodes teniustriga
Doryodes teniustriga là một loài bướm đêm trong họ Erebidae.